# Patrick Pichette
Patrick Pichette é vice presidente sênior e diretor financeiro da Google Inc.
Recebeu seu diploma de bacharelado em administração e negócios pela Université du Québec à Montréal (UQAM) (1987) e MA em Filosofia, Política e Economia do Pembroke College em Oxford.
Antes de ingressar no Google, ele trabalhou na McKinsey & Company e Bell Canada (2001-2008). Ele também é membro do conselho consultivo do Engenheiros Sem Fronteiras (Canadá), tendo anteriormente servido por vários anos em conselhos diretores, muitos deles como presidente destes conselhos.